# Bulbostylis swamyi
Bulbostylis swamyi là một loài thực vật có hoa trong họ Cói. Loài này được Govind. mô tả khoa học đầu tiên năm 1985.